# Agne Holmström
Agne Holmström (Olof Agne Laurentius Holmström; * 29. Dezember 1893 in Lund; † 22. Oktober 1949 in Stockholm) war ein schwedischer Sprinter.
Bei den Olympischen Spielen 1920 in Antwerpen gewann er in der 4-mal-100-Meter-Staffel mit der schwedischen Mannschaft Bronze. Über 100 Meter schied er im Vorlauf aus, über 200 Meter erreichte er das Viertelfinale.
1917 wurde er nationaler Meister über 100 und 200 Meter.

## Persönliche Bestzeiten
- 100 m: 10,7 s, 14. September 1917, Malmö
- 200 m: 22,1 s, 11. Juli 1920, Stockholm